# Sandra Mason
Dame Sandra Prunella Mason (sinh ngày 17 tháng 1 năm 1949) là cựu toàn quyền Barbados thứ tám, và hiện là tổng thống đầu tiên của Barbados, nhậm chức vào ngày 30 tháng 11 năm 2021, khi quốc gia này, theo đề xuất trực tiếp của Thủ tướng Mia Mottley, sẽ bãi bỏ chế độ quân chủ lập hiến và trở thành một nước cộng hòa.
Bà là luật sư, từng là thẩm phán tại Tòa án Tối cao ở Saint Lucia và thẩm phán Tòa phúc thẩm ở Barbados. Bà là người phụ nữ đầu tiên được kết nạp vào Hội luật sư ở Barbados. Bà từng là chủ tịch ủy ban CARICOM đánh giá sự hội nhập khu vực, là thẩm phán đầu tiên được bổ nhiệm làm Đại sứ từ Barbados và là người phụ nữ đầu tiên công tác tại Tòa phúc thẩm Barbados. Bà là người Bajan đầu tiên được bổ nhiệm vào Tòa án Trọng tài của Ban Thư ký Khối thịnh vượng chung. Mason được gọi là một trong 10 người phụ nữ quyền lực nhất Barbados. Năm 2017, bà được bổ nhiệm làm toàn quyền thứ 8 của Barbados.

## Tiểu sử
Sandra Prunella Mason sinh ngày 17 tháng 1 năm 1949 ở Saint Philip, Barbados. Sau khi tốt nghiệp, và bắt đầu dạy học tại trường trung học Princess Margaret năm 1968. Năm sau đó, bà làm thư ký ở ngân hàng Barclays. Mason nhập học đại học West Indies ở Cave Hill, tốt nghiệp cử nhân luật.  Mason là một trong những người tột nghiệp khoa luật từ UWI, Cave Hill, tốt nghiệp năm 1973. Bà được kết nạp vào hội luật sư và bắt đầu hành nghề luật sử ngày 10 tháng 11 năm 1975, trở thành thành viên nữ đầu tiên của hội luật sư Barbados.